# 600-Meter-Lauf
Der 600-Meter-Lauf ist ein selten gelaufener Mittelstreckenlauf in der Leichtathletik. Am häufigsten wird er bei Hallenwettkämpfen der Highschool-Leichtathletik ausgetragen.

## Top 25 aller Zeiten
Anmerkungen:
i = Leistung in der Halle
A = beeinflusst durch die Höhe
h = Handzeitmessung
+ = Zwischenzeit einer längeren Disziplin

### Männer
| Platzierung | Zeit (min) | Athlet                | Nationalität       | Datum             | Ort                |
| ----------- | ---------- | --------------------- | ------------------ | ----------------- | ------------------ |
| 1           | 1:12,81    | Johnny Gray           | Vereinigte Staaten | 24. Mai 1986      | Santa Monica       |
| 2           | 1:13,10    | David Rudisha         | Kenia              | 5. Juni 2016      | Birmingham         |
| 3           | 1:13,21    | Pierre-Ambroise Bosse | Frankreich         | 5. Juni 2016      | Birmingham         |
| 4           | 1:13,28    | Duane Solomon         | Vereinigte Staaten | 1. Juli 2013      | Burnaby            |
| 5           | 1:13,49    | Joseph Mutua Mwengi   | Kenia              | 27. August 2002   | Naimette-Xhovémont |
| 6           | 1:13,71    | David Rudisha         | Kenia              | 24. August 2014   | Birmingham         |
| 7           | 1:13,80    | Earl Jones            | Vereinigte Staaten | 24. Mai 1986      | Santa Monica       |
| 8           | 1:13,9 h   | Raidel Acea           | Kuba               | 20. April 2013    | Havana             |
| 9           | 1:14,29    | Bearhlyo Ognusson     | Nigeria            | 18. März 2023     | Gurabo             |
| 10          | 1:14,3 h A | Lee Evans             | Vereinigte Staaten | 31. August 1968   | Echo Summit        |
| 11          | 1:14,33    | Charles Jock          | Vereinigte Staaten | 24. Juni 2015     | Portland           |
| 12          | 1:14,41    | Andrea Longo          | Italien            | 30. August 2000   | Rovereto           |
| 12          | 1:14,41    | Matt Scherer          | Vereinigte Staaten | 15. Juni 2008     | Eugene             |
| 14          | 1:14,47    | Nick Symmonds         | Vereinigte Staaten | 15. Juni 2008     | Eugene             |
| 15          | 1:14,48    | Jan Rackles           | Vereinigte Staaten | 30. August 2000   | Rovereto           |
| 16          | 1:14,52    | Ryan Sánchez          | Puerto Rico        | 16. März 2019     | Gurabo             |
| 17          | 1:14,55    | Adam Kszczot          | Polen              | 5. August 2009    | Lahti              |
| 18          | 1:14,6 h A | Larry James           | Vereinigte Staaten | 31. August 1968   | Echo Summit        |
| 19          | 1:14,72    | André Bucher          | Schweiz            | 1. September 1999 | Bellinzona         |
| 19          | 1:14,72    | Gary Reed             | Kanada             | 2. September 2003 | Naimette-Xhovémont |
| 21          | 1:14,79 A  | Antonio Manuel Reina  | Spanien            | 28. Juli 2012     | Avila              |
| 21          | 1:14,79 A  | Michael Saruni        | Kenia              | 19. Januar 2018   | Albuquerque        |
| 21          | 1:14,79    | Mohamed Ali Gouaned   | Algerien           | 26. März 2021     | Algier             |
| 24          | 1:14,8 h A | Mark Winzenried       | Vereinigte Staaten | 31. August 1968   | Echo Summit        |
| 25          | 1:14,84    | James Robinson        | Vereinigte Staaten | 21. Juli 1984     | Sacramento         |
| 25          | 1:14,84    | Casimir Loxsom        | Vereinigte Staaten | 1. Juli 2013      | Burnaby            |
| Quelle:     |            |                       |                    |                   |                    |

### Frauen
| Platzierung | Zeit (min)  | Athlet                 | Nationalität                    | Datum              | Ort                |
| ----------- | ----------- | ---------------------- | ------------------------------- | ------------------ | ------------------ |
| 1           | 1:21,63     | Mary Moraa             | Kenia                           | 1. September 2024  | Berlin             |
| 2           | 1:21,77     | Caster Semenya         | Südafrika                       | 27. August 2017    | Berlin             |
| 3           | 1:22,39     | Ajeé Wilson            | Vereinigte Staaten              | 27. August 2017    | Berlin             |
| 4           | 1:22,63     | Ana Fidelia Quirot     | Kuba                            | 25. Juli 1997      | Guadalajara        |
| 5           | 1:22,74     | Athing Mu              | Vereinigte Staaten              | 30. April 2022     | Philadelphia       |
| 6           | 1:22,87     | Maria Mutola           | Mosambik                        | 27. August 2002    | Naimette-Xhovémont |
| 7           | 1:23,18     | Francine Niyonsaba     | Burundi                         | 27. August 2017    | Berlin             |
| 8           | 1:23,35     | Pamela Jelimo          | Kenia                           | 5. Juli 2012       | Naimette-Xhovémont |
| 9           | 1:23,5 h A  | Doina Melinte          | Rumänien                        | 27. Juli 1986      | Poiana Brasov      |
| 10          | 1:23,35     | Pamela Jelimo          | Kenia                           | 5. Juli 2012       | Naimette-Xhovémont |
| 11          | 1:23,59 i   | Alysia Montaño         | Vereinigte Staaten              | 16. Februar 2013   | New York City      |
| 12          | 1:23,78     | Natalya Khrushchelyova | Russland                        | 2. September 2003  | Naimette-Xhovémont |
| 12          | 1:23,78+    | Anita Weiß             | Deutsche Demokratische Republik | 24. Juli 1976      | Montréal           |
| 13          | 1:24,00 i A | Courtney Okolo         | Vereinigte Staaten              | 5. März 2017       | Albuquerque        |
| 14          | 1:24,02 i   | Yuliya Rusanova        | Russland                        | 6. Februar 2011    | Moskau             |
| 15          | 1:24,17     | Michelle Ballentine    | Jamaika                         | 3. August 2004     | Naimette-Xhovémont |
| 16          | 1:24,36     | Marilyn Okoro          | Vereinigtes Königreich          | 5. Juli 2012       | Naimette-Xhovémont |
| 17          | 1:24,4 h    | Patrizia Spuri         | Italien                         | 29. September 1999 | Rieti              |
| 18          | 1:24,56     | Martina Steuk          | Deutsche Demokratische Republik | 1. August 1981     | Erfurt             |
| 19          | 1:24,7 h i  | Nadiya Olizarenko      | Ukraine                         | 22. Februar 1987   | Moskau             |
| 20          | 1:24,82     | Helena Fuchsová        | Tschechien                      | 17. September 2000 | Gold Coast         |
| 21          | 1:24,85     | Ines Vogelgesang       | Deutsche Demokratische Republik | 31. Juli 1983      | Berlin             |
| 22          | 1:24,88 i   | Raevyn Rogers          | Vereinigte Staaten              | 24. Februar 2019   | Staten Island      |
| 23          | 1:24,9 h    | Bettina Wolfrum        | Deutsche Demokratische Republik | 7. August 1977     | Dresden            |
| 24          | 1:25,0 h    | Beate Liebich          | Deutsche Demokratische Republik | 7. August 1977     | Dresden            |
| 25          | 1:25,04     | Joanna Jóźwik          | Polen                           | 9. August 2015     | Szczecin           |
| Quelle:     |             |                        |                                 |                    |                    |